# Jan van Rijckevorsel (kunsthistoricus)

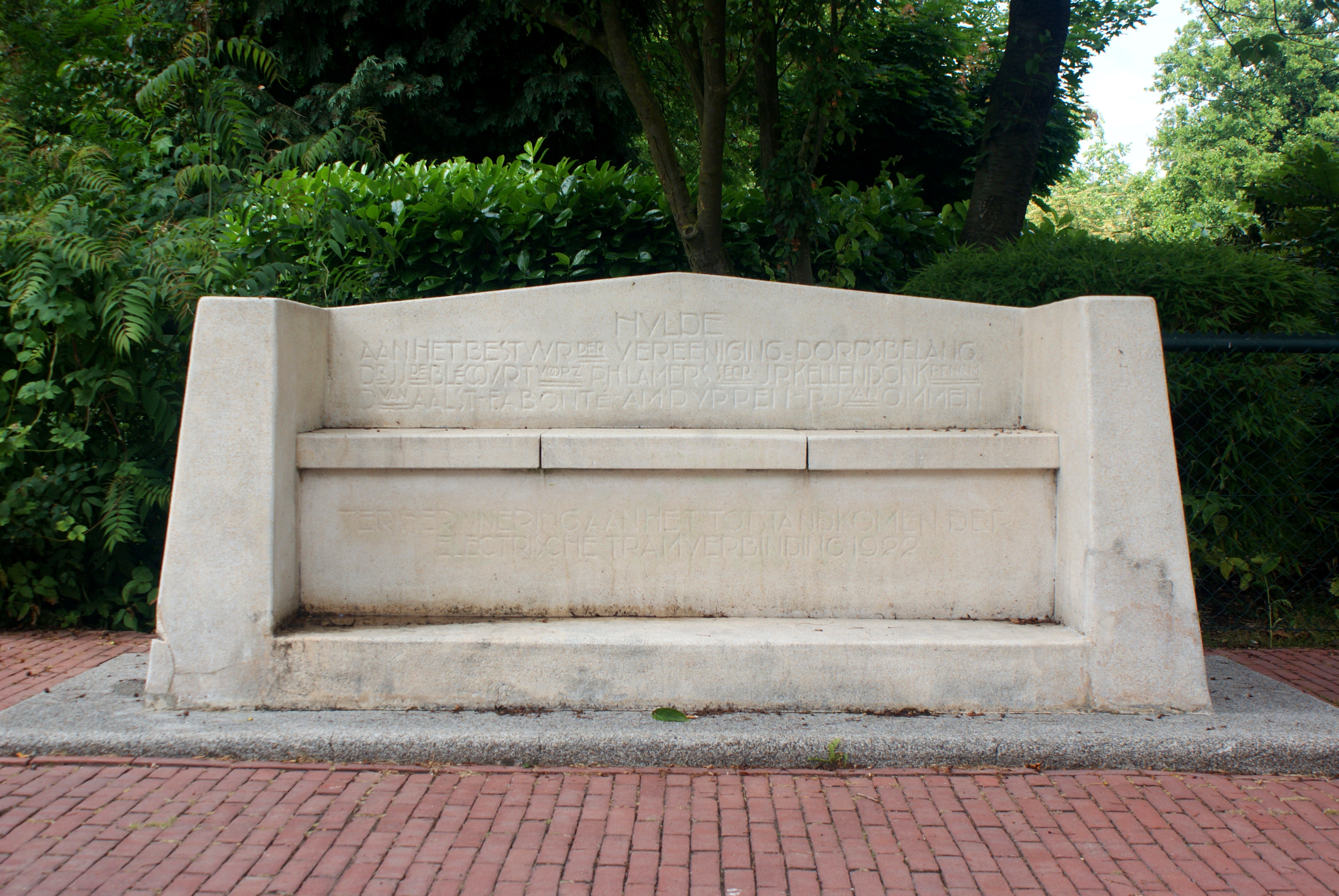
Stenen Bank in Hees (1922)

Tekening van Gerda bij de rovers, uit Andersens "De Sneeuwkoningin"

Joannes Leo Antonius Aloisius Maria (Jan) van Rijckevorsel (Nijmegen, 11 juli 1889 – Den Haag, 11 januari 1949) was een Nederlands schilder, kunsthistoricus en museumdirecteur.

## Leven en werk
Jhr. Jan van Rijckevorsel was een telg uit de familie Van Rijckevorsel en een zoon van Henricus Alfridus Adrianus baron van Rijckevorsel, heer van Rijsenburg (1828-1893) en Maria Joanna van Heijst (1845-1924). Hij kwam uit een kunstzinnige familie, zijn grootvader Jacobus Josephus baron van Rijckevorsel, heer van Rijsenburg (1785-1862) was naast handelaar en bestuurder actief als amateurtekenaar, -lithograaf en -glasschilder, en zijn oom Joannes van Rijckevorsel (1818-1890) was glazenier en schilder. Jan wilde aanvankelijk schilder worden en ging in Nijmegen in de leer bij Jan Toorop. Hij vervolgde zijn opleiding aan een aantal tekenacademies: de Stads Teekenacademie in Den Haag, de Académie Julian in Parijs, de groot-model-klas van de Koninklijke Academie voor Schone Kunsten van Antwerpen en -bij het uitbreken de Eerste Wereldoorlog- aan de Rijksakademie van beeldende kunsten in Amsterdam. Van Rijckevorsel vestigde zich vervolgens als kunstschilder in Nijmegen. Hij trouwde er in 1917 met Antonia Josephina Maria Courbois (1893-1982). Hij pakte een nieuwe studie op en ging letteren studeren aan de Roomsch Katholieke Universiteit Nijmegen. In 1932 promoveerde hij op zijn proefschrift Rembrandt en de traditie. Het proefschrift verscheen ook in druk, Chris le Roy noemt het in zijn recensie "eenig in zijn soort; het is de kroon op het werk van jaren". Na zijn studie volgde hij in Den Haag een tijdje restauratielessen op het atelier van Martin de Wild. Hij gaf zelf cursussen over schilderkunst aan de Nijmeegse volksuniversiteit.
In 1937 werd door burgemeester en wethouders van Nijmegen besloten een museum in Huize Belvoir op te richten, dat de schilderijencollectie van de gemeente zou herbergen. Jan van Rijckevorsel werd aangesteld als conservator-directeur van het Nijmeegsch Kunstmuseum, dat in juli 1939 officieel haar deuren opende. Hij werd in 1938 hij directeur van de Uitgeversmaatschappij Arti et Historiae, die de exploitatie van het 'Maandschrift voor geschiedenis en kunstgeschiedenis Historia' (opgericht in 1935) overnam. Van Rijckevorsel voerde met historicus Jan Willem Wijn de redactie van het blad en schreef daarin over Nederlandse schilderkunst. Hij publiceerde verder in onder andere het tijdschrift Oud-Holland en het Gildeboek van het St. Bernulphusgilde. In 1945 was hij een van de drie kandidaten die door burgemeester en wethouders van Haarlem werden voorgedragen voor het directeurschap van het Frans Hals Museum, de functie ging echter naar H.P. Baard. Van Rijckevorsel bekleedde een aantal bestuurlijke nevenfuncties, hij werd benoemd tot lid van de Nijmeegse 'Commissie tot verzekering eener goede bewaring van gedenkteekenen van geschiedenis en kunst' (1930), bestuurslid (1935) en vicevoorzitter (1936) van het Bisschoppelijk Museum in Den Bosch en tot lid van de Gelderse Provinciale Commissie voor oorlogs- of vredesgedenktekens (1946).
Van Rijckevorsel overleed op 59-jarige leeftijd in het ziekenhuis Johannes de Deo in Den Haag. Hij werd begraven in het familiegraf op de begraafplaats achter de Antonius Abtkerk in Neerbosch.

## Enkele werken
- 1922: ontwerp Stenen Bank in Hees, in samenwerking met Jan van Vucht Tijssen. Ontworpen ter gelegenheid van de opening van de elektrische tramlijn Nijmegen-Hees. Het werk werd uitgevoerd door beeldhouwer Schippers van de Kunststeenfabriek Nederland in Nijmegen.

### Publicaties
- 1932: Rembrandt en de traditie. Rotterdam: W.L. & J. Brusse's Uitgeversmaatschappij. 260 p.

Artikelen
- 1934: Lastmaniana, Oud Holland, jaargang 51. p. 165-166.
- 1935: Een Bekeering van Saulus door Pieter Brueghel II, Oud Holland, jaargang 52. p. 182.
- 1936: De teruggevonden schilderij van Rembrandt : de Juno, Oud Holland, jaargang 53. p. 270-274.
- 1937: De beide portretten van Isaac Abrahamsz. Massa op de Frans Hals tentoonstelling in Historia, jaargang 3 (1937), p. 175
- 1937: Een vroege Rembrandt, in Historia, jaargang 3 (1937), p. 298-300.
- 1938: Vermeer en Caravaggio : de Emmausgangers in het Boymansmuseum, in Historia, jaargang 4 (1937), p. 20-24.

Tentoonstellingscatalogi
- 1936: Tentoonstelling van schilderijen van Dorus Arts. Amsterdam: Kunsthandel Fetter.
- 1937: Frans Hals tentoonstelling. Haarlem: De Erven F. Bohn N.V.

- Biografisch Portaal: 42586333
- RKD-Nederlands Instituut voor Kunstgeschiedenis: 93930